# Jean Parker
Jean Parker, född Lois May Green 11 augusti 1915 i Deer Lodge, Montana, död 30 november 2005 i Woodland Hills, Los Angeles, Kalifornien, var en amerikansk skådespelare.

## Biografi
I slutet av 1940-talet medverkade hon i tre pjäser på Broadway. Hon gjorde fler än 70 filmroller. En av de största rollerna hade hon i Helan och Halvan-filmen Vi fara till Sahara.
Parker har en stjärna på Hollywood Walk of Fame vid adressen 6666 Hollywood Blvd.

## Filmografi
- 1933 – Lady för en dag
- 1933 – Storm i daggryningen
- 1933 – Unga kvinnor
- 1934 – Nätter i Chinatown
- 1934 – Agent n:o 13
- 1935 – Spöket reser västerut
- 1939 – Vi fara till Sahara
- 1939 – Doktorn i dilemma
- 1950 – Hämndens timme
- 1954 – Black Tuesday

## Teater
| År   | Roll        | Produktion                  | Regi         | Teater                        |
| ---- | ----------- | --------------------------- | ------------ | ----------------------------- |
| 1948 | Billie Dawn | Born Yesterday Garson Kanin | Garson Kanin | Lyceum Theatre, New York, USA |